# Horatio Southgate
Horatio Southgate (Portsmouth, 5 juli 1812 – Astoria, Queens, 11 april 1894) was een Amerikaanse bisschop en zendeling, die in de jaren 1830 werd uitgezonden om het Ottomaanse Rijk te verkennen namens de Episcopaalse Kerk (Verenigde Staten). Hij is vooral bekend vanwege zijn reizen door het Midden-Oosten en zijn werk onder oosterse christelijke gemeenschappen, zoals de Nestoriaanse, Chaldeeuwse, Syrisch-Katholieke en Syrisch-orthodoxe kerk..

## Zendingsreis in het Ottomaanse Rijk
In de jaren 1830 kreeg Southgate de opdracht van de Episcopaalse Kerk om de oosterse christelijke kerken te onderzoeken en mogelijkheden voor samenwerking of zendingsactiviteiten te verkennen. In dat kader reisde hij door delen van Klein-Azië, Mesopotamië, Iran en Arabië.
Een belangrijk deel van zijn missie betrof bezoeken aan christelijke gemeenschappen in steden als Istanbul, Erzurum, Diyarbakir, Mosoel en Mardin.

### Mardin en de Syrische bevolking
Tijdens zijn verblijf in Mardin legde Southgate contacten met de Arameeërs. Hij beschreef de stad Mardin als een belangrijk religieus en cultureel centrum voor deze bevolkingsgroep:
"as the chief place of the Syrian nation, and the great center of their population."
Deze observatie onderstreept het belang van Mardin als kerngebied van de Suryoyo-gemeenschap in het Ottomaanse Rijk.

## Publicaties
Horatio Southgate schreef meerdere boeken en reisverslagen over zijn ervaringen in het Midden-Oosten. Enkele bekende titels zijn:
- Narrative of a Tour through Armenia, Kurdistan, Persia and Mesopotamia
- Travels in Turkey and Persia
- The Cross above the Crescent

Zijn geschriften gaven Amerikaanse en Europese lezers een zeldzaam inkijkje in het religieuze leven van oosterse christenen in de 19e eeuw.

## Terugkeer en kerkelijke loopbaan
Na zijn zendingsreis keerde Southgate terug naar de Verenigde Staten, waar hij in 1844 werd gewijd als bisschop van de Episcopaalse Kerk, met speciale verantwoordelijkheid voor buitenlandse missies. Hij bleef actief in kerkelijke kringen tot aan zijn dood op 11 april 1894 in Astoria, New York, als gevolg van tyfus-malaria.